# Merlin kalandjai
A Merlin kalandjai (eredeti cím: Merlin) egy brit fantasy-kaland televíziós sorozat. A BBC One kezdte sugározni 2008. szeptember 20-án. A történet az Artúr legendakörből ismert Merlin és Artúr kapcsolatára épül, de nem a hagyományos megközelítésben. Készítője a Shine Limited, a forgatás pedig Walesben és Franciaországban történt. Az első évad sikere után az NBC tűzte műsorra az USA-ban, 2009-ben, de a nézőszám-csökkenés miatt 2010-ben átkerült a SyFy kábelcsatornához. A második évad 2009. szeptember 19-én kezdődött a BBC One-on. 2010. szeptember 5-én a harmadik évad első két epizódját a September Film Funday keretében mutatták be.
Az egyes évadok hagyományosan 13 epizódból állnak, és szeptemberben mutatják be őket. Az előzetes tervek szerint ez a negyedik és ötödik évad esetében is így lesz, vagyis a negyedik évad 2011 őszén, az ötödik pedig 2012 őszén kerül műsorba. További évadok elkészítésére egyelőre nincs megrendelés.

## Áttekintés
Merlint, az ifjú boszorkánymestert anyja Camelotba küldi nagybátyjához, az udvari gyógyítóként tevékenykedő Gaiushoz. Tehetségére hamar fény derül, és Gaius, aki korábban maga is foglalkozott a mágia tudományával, pártfogásába veszi. Képességét titkolni kényszerül, hiszen a birodalom szigorú törvényei értelmében mindenfajta mágia gyakorlásának büntetése halál. Egy szerencsés/szerencsétlen véletlen folytán, miután belekötött Artúr hercegbe annak modora és viselkedése miatt végül szolgálója és barátja, védelmezője lesz. A Nagy Sárkánytól megtudja, hogy ők "az érem két oldala", sorsa az, hogy Artúrt védelmezze míg végül eljön a nap, amikor minden megváltozik, Camelot felvirágzik, legyőzik a gonoszt és Merlin vállalhatja képességeit. Ez viszont csak Uther, a jelenlegi király halála után, Artúr uralkodása idején lehetséges.
Innentől fogva számtalan kalandba keverednek, és szinte elválaszthatatlanok lesznek, miközben lassan, de azért biztosan megfigyelhető Artúr személyiségén Merlin pozitív befolyásoló hatása.

## Szereplők
| Szereplő        | Színész        | Magyar hang               | Leírás |
| --------------- | -------------- | ------------------------- | --- |
| Merlin          | Colin Morgan   | Renácz Zoltán             | A sorozat címadó főszereplője, egy ifjú boszorkánymester és sárkányúr kivételes, veleszületett képességekkel. Tehetségét sajnos titokban kell tartania, Camelot törvényei értelmében ugyanis mindenféle boszorkányság büntetése halál. Eljön azonban a nap, amikor minden megváltozik és ő lesz a világ legnagyobb varázslója. Egyszerre szolgálója, védelmezője és barátja Artúr hercegnek, dacára többnyire durva és nyers modorának, fennhéjázó természetének. Könyörületes természetű és mindenkiben a jót keresi, többnyire érzéseitől vezérelve cselekszik, ami többször bajba is sodorta. |
| Guinevere       | Angel Coulby   | Sánta Annamária (1. évad) | becenevén Gwen: Morgana szobalánya, és egykori legjobb barátja. Nyitott, barátságos és megbocsátó személyiség. A sorozat elején gyanús volt, hogy odavan Merlinért, később volt egy románca Lancelottal, legutóbb pedig Artúrral. Gwen apja, Tom volt az udvari kovács, de Uther mágiagyakorlás vádja miatt kivégeztette, dacolva Morgana kérésével. Tomot azonban régebben is ki akarták végeztetni, mivel halálos kór fenyegette, majd az egyik reggel csodás módon meggyógyult (hála Merlinnnek). De szerencsére kihúzták a csávából. Kiderült azonban, hogy Tom ártatlan volt, ezért megengedték, hogy Gwen örökölje a házát. Valószínűleg tanult apjától néhány szakmai dolgot, ha máshogy nem, hát ráragadt pár dolog az évek folyamán (pl. ő tanítja meg Merlinnek, hogy hogyan kell használni a páncélt). A közelmúltban kiderült, hogy van egy elidegenedett bátyja, Elyan, aki később lovag lett Camelotban. |
| Guinevere       | Angel Coulby   | Roatis Andrea (2–4. évad) | becenevén Gwen: Morgana szobalánya, és egykori legjobb barátja. Nyitott, barátságos és megbocsátó személyiség. A sorozat elején gyanús volt, hogy odavan Merlinért, később volt egy románca Lancelottal, legutóbb pedig Artúrral. Gwen apja, Tom volt az udvari kovács, de Uther mágiagyakorlás vádja miatt kivégeztette, dacolva Morgana kérésével. Tomot azonban régebben is ki akarták végeztetni, mivel halálos kór fenyegette, majd az egyik reggel csodás módon meggyógyult (hála Merlinnnek). De szerencsére kihúzták a csávából. Kiderült azonban, hogy Tom ártatlan volt, ezért megengedték, hogy Gwen örökölje a házát. Valószínűleg tanult apjától néhány szakmai dolgot, ha máshogy nem, hát ráragadt pár dolog az évek folyamán (pl. ő tanítja meg Merlinnek, hogy hogyan kell használni a páncélt). A közelmúltban kiderült, hogy van egy elidegenedett bátyja, Elyan, aki később lovag lett Camelotban. |
| Artúr           | Bradley James  | Előd Álmos                | Uther király rendkívül makacs de bátor és jószívű fia, Camelot jövőbeli királya. Még magánál is jobban törődik Camelot népével. Bár Artúr "születése óta harcolni tanult", gyakran kerül veszélybe és ilyenkor Merlinnek kell megvédenie, hogy beteljesüljön a legenda. Barátságot köt Merlinnel, annak ellenére, hogy ő a szolgája, és gyakran mentik meg egymás életét. Bár Artúr osztja apja mágiával szembeni előítéletét, toleránsabb és tisztességesebb, mint Uther és gyakran ad második esélyt, valamint szívesebben büntet száműzetéssel, mint kivégzéssel. Az első évad végére nagyfokú tisztelet alakul ki benne Guinevere iránt, a második és harmadik évadokban pedig többször meg is csókolja (néha a valóságban, de sokszor csak képzelődéseiben). Kettőjük kapcsolatának alakulása állandó, bár nem elsődleges jelentőségű feszültségforrás a történetben. |
| Morgana         | Katie McGrath  | Csondor Kata              | Uther király gyámleánya, törvénytelen gyermeke (a harmadik évadban derült ki). Az osztálybeli különbségek ellenére jó barátja Gwennek, szobalányának, valamint az első és részben a második évadban Merlinnek. Titokban látnok - néha álmaiban a jövőbe lát. Bár erre a második évad elejéig nem jön rá, ő is, akárcsak Merlin, mágikus képességekkel született (igaz, Merlin ereje sokkal nagyobb). Miközben Gaius Merlin mentora, azt mondja Morganának, hogy ő nem alkalmas mágia gyakorlására, a prófétai álmok ellen pedig rendszeresen altatóitallal kezeli. Folyamatosan és mindenkinek hazudott, így nagyon összezavarva érzi magát. Bátor és gondoskodó természetű, mindig gondoskodik másokról és erősen ellenzi, hogy Uther kíméletlenül üldöz mindent és mindenkit, ami mágiával áll kapcsolatban. Miután rájön, hogy nem tudja Uther véleményét megváltoztatni, szövetkezik a gonosz Morgause-zal, a nagyhatalmú varázslónővel, aminek következtében hamarosan nem csak Utherrel, de Merlinnel is szemben találja magát. Gaius rájön, hogy Morgana és Morgause valójában féltestvérek. A harmadik évadban Morgana a főgonosz, akit Uther és Camelot iránti bosszúvágya hajt. (Itt visszaköszön az eredeti Artúr legendakör, amiben ő egy erkölcsileg gonosz személy volt.) |
| Gaius           | Richard Wilson | Berzsenyi Zoltán          | Camelot udvari gyógyítója, Merlin védelmezője és mentora, egy azon kevesek közül, akik ismerik a titkát. Gaius maga is varázsló, bár ezt Uther nem tudja, ugyanakkor alkimista és mágiatudós. Elég száraz humora van, Merlint pedig soha nem volt fiának tekinti. Valójában nem Merlin nagybátyja, csak édesanyjának nagyon jó barátja. |
| Uther Pendragon | Anthony Head   | Mikula Sándor             | Artúr apja, Morgana gyámja és Camelot jelenlegi királya. Gyakran kíméletlen és kegyetlen ember, akit néhányan zsarnoknak tartanak, de ugyanúgy törődik Camelottal, mint Artúrral vagy Morganával, annak ellenére, hogy gyakran szigorú hozzájuk. Viszont gyakran elvakítja mindenfajta mágiával szembeni gyűlölete. Miután felesége szülés közben meghalt (amiért annak mágikus eredetű fogantatását indokolja) kíméletlen háborút indított minden mágiahasználóval szemben. Ennek keretében megöletett minden mágikus képességekkel született gyermeket és kivégeztetett mindenkit, akit mágiagyakorlással vádoltak, ezért Merlinnek és Morganának nagyon óvatosnak kell lenniük (így Uther nem is sejti, kettőjüknek mekkora hatalmuk van és, hogy arra törekszenek, hogy megdöntsék és megöljék őt). Bevallja Gaiusnak, hogy Morgana valójában az ő biológiai lánya, ugyanis volt egy kalandja Morgana anyjával, amikor az ő férje távol volt. Ezzel szembeni elutasítása később csak még inkább ellene fordítja Morganát. |
| A Nagy Sárkány  | John Hurt      | Rosta Sándor              | valódi nevén Kilgharrah: Merlin gyakran meglátogatja őt, amikor bajban van, különösen azért, mert állítása szerint ismeri Merlin sorsát. A sárkány egyike azon keveseknek, akik ismerik Merlin és Morgana titkát. Arra ösztönzi Merlint, hogy használja képességét és védje meg Artúrt a veszélyektől, de egyúttal arra inti, hogy Morgana előtt semmiképpen sem fedheti fel magát. A sárkány mindentudó lényként jelenik meg a történetben, a második évad végén pedig kiderül, hogy Merlin sárkányúr, így természeténél fogva képes irányítani a sárkányt. A harmadik évadban szoros kötelék alakul ki sárkány és sárkányúr között és Kilgharrah gyakran siet Merlin segítségére, amikor szüksége van rá. Kettejük köteléke miatt akkor is engedelmeskednie kell Merlinnek, ha nem ért egyet utasításaival vagy szándékaival (ami mellesleg gyakran megesik). |

## Érdekességek
- Minden epizód a narrátor szövegével kezdődik. Ez a következő:
  - „In a land of myth, and a time of magic, the destiny of a great kingdom rests on the shoulders of a young man. His name... Merlin.” (Angol eredeti)[1]
  - „A mítoszok földjén, a mágia idején egy hatalmas királyság sorsa egy ifjú vállain nyugszik. A neve... Merlin.” (CicMax fordítása)[2]
  - „A mítoszok, lovagok és mágia korában a legendás királyság sorsa egyetlen ifjú vállán nyugszik. A neve... Merlin.” (Szinkronszöveg)[3]
- A narrátor valójában csak az epizódok eleji, valamint a nyitóepizód elején elhangzó szövegek esetében szólal meg, amúgy pedig ő A Sárkány hangja.
- Érdekességek Colin Morgannel kapcsolatban:[4]
  - Allergiás a paradicsomra, így amikor az egyik epizódban kalodába zárták és többek között paradicsommal dobálták, védőkrémet illetve műlét kellett használni a felvételhez.
  - Szerepe miatt szigorúan meg van tiltva számára, hogy lebarnuljon, esetleg leégjen, ezért állandóan napvédő krémet kell használnia.
  - Tévedésből Artúr herceg szövegét küldték el neki, így heteken keresztül arra készült. Közvetlenül a meghallgatás előtt 5 perccel kapta csak meg Merlin jeleneteit, de végül mégis megkapta szerepet.
  - A stáb tagjai közül mindenki Colnak szólítja, csak Bradley hívja Morgannek.

## Fordítás
- Ez a szócikk részben vagy egészben a Merlin (TV series) című angol Wikipédia-szócikk ezen változatának fordításán alapul.  Az eredeti cikk szerkesztőit annak laptörténete sorolja fel. Ez a jelzés csupán a megfogalmazás eredetét és a szerzői jogokat jelzi, nem szolgál a cikkben szereplő információk forrásmegjelöléseként.